# Восемь гарундхамм
Восемь гарундхамм — дополнительные правила Винаи для буддийских монахинь (бхикшуни), которые не относятся к буддийским монахам (бхикшу). Их происхождение остаётся неясным, а принадлежность к подлинному учению Гаутамы Будды — спорной; возможно, они были добавлены кем-то позднее. Восемь гарнудхамм закрепляют подчинённое положение женщины в религиозной общине. Многие буддистки, особенно из школы Тхеравада, находят свидетельства тому, что эти принципы не были провозглашены Буддой.

## История. Первые бхикшуни
Первой буддийской монахиней была Махапраджапати Готами, тётя и приёмная мать Гаутамы Будды. Через пять лет после достижения просветления, она вместе с группой женщин пришла к Будде и попросила о полном монашеском посвящении для женщин. Бхикшуни Карма Лекше Цомо (англ. Karma Lekshe Tsomo) написала об этом:

Несмотря на сомнения современных образованных людей в её правильности, традиционная трактовка этого события говорит о том, что Будда три раза сомневался, прежде чем допустить этих женщин к посвящению, и говорил: «Будь осторожна, Готами, идя с этими женщинами из дома в бездомность, к Дхарме и учению Татхагаты». Когда же Ананда, помощник (и кузен) Будды, спросил его о духовных возможностях женщин, Будда ответили, что женщины так же способны к достижению освобождения, как и мужчины, и множество женщин, при жизни достигших состояния архата, подтверждают этот факт. Высказав это утверждение о равных возможностях женщин в достижении духовного просветления, Будда смягчился и согласился учредить женскую часть бхикшу-сангхи.
Оригинальный текст (англ.)Although modern scholarship questions their validity, traditional renditions of this incident recount that the Buddha hesitated three times before admitting these women to the order, saying "Be cautious, Gautamī, of the going forth of women from home into homelessness in the Dharma and the discipline proclaimed by the Tathāgata. When the Buddha's attendant (and cousin) Ānanda questioned him concerning the spiritual capacities of women, the Buddha is said to have replied that women were as capable as men of achieving liberation, a fact verified by the multitude of women who achieved the state of an arhat during his lifetime. Having thus affirmed women's equal capacity for spiritual enlightenment, the Buddha is said to have relented and agreed to establish the female counterpart of the Bhikṣu Sangha.

## Содержание
Восемь гарундхамм, в переводе с пали на английский, а затем на русский язык, таковы:

1. Монахиня должна проявлять особое уважение к монаху, вставать и приветствовать его, сложив ладони — даже если она была посвящена в монахини сто лет назад, а он был посвящён в монахи только что.
2. В сезон дождей монахиня не может оставаться в том месте, где нет монахов.
3. Каждые полмесяца монахиня должна желать получить две вещи от сангхи монахов: узнать день проведения упосатхи, и прийти получить наставление (бхиккхуновада).
4. По завершении трёхмесячного ретрита в сезон дождей, монахиня должна быть призвана предстать (паварана) перед обеими сангхами [монахов и монахинь] и «допрошена» о том, что она видела, что слышала и о чём подозревала.
5. Монахиня, нарушившая важное правило (в другом переводе — любой из обетов уважения), должна полмесяца отбывать наказание перед обеими сангхами.
6. Будущей монахине необходимо не менее двух лет быть послушницей, соблюдающей шесть правил (ча дхамма), и только после этого она может просить обе сангхи о более высоком посвящении.
7. Монахиня не вправе каким-либо образом совращать, домогаться или оскорблять монаха.
8. С сегодняшнего дня, монахиням запрещается делать замечания или давать наставление монахам.

Оригинальный текст (англ.)
1. A nun who has been ordained even for a hundred years must greet respectfully, rise up from her seat, salute with joined palms, do proper homage to a monk ordained but that day.
2. A nun must not spend the rains in a residence where there are no monks.
3. Every half month a nun should desire two things from the Order of Monks: the asking as to the date of the Observance [ uposatha ] day, and the coming for the exhortation [ bhikkhunovada ]
4. After the rains (3-months rainy season retreat) a nun must 'invite' [ pavarana ] before both orders in respect of three matters, namely what was seen, what was heard, what was suspected.
5. A nun, offending against an important rule, must undergo manatta discipline for half a month before both orders. (Thanissaro Bhikkhu's translation varies: "A bhikkhuni who has broken any of the vows of respect must undergo penance for half a month under both Sanghas.")
6. When, as a probationer, she has trained in the six rules [cha dhamma] for two years, she should seek higher ordination from both orders.
7. A monk must not be abused or reviled in any way by a nun.
8. From today, admonition of monks by nuns is forbidden.

## Исследования гарундхамм
Сьюзан Маркотт (Susan Murcott), рассматривая первую гарундхамму, упоминает о предполагаемой просьбе, с которой Махапраджапати обратилась к Гаутаме: «Ананда, я бы хотела попросить Благословенного обо одной вещи. Было бы хорошо, если бы Благословенный установил так, чтобы приветствия, вставание в присутствии другого, поклоны и правильное исполнение обязанностей равным образом были между бхикшу и бхикшуни согласно старшинству». Даже те, кто верит в подлинность гарундхамм, говорят о том, что это правило было изменено через шесть месяцев, приводя в пример историю о том, как шестеро монахов из числа учеников Гаутамы Будды однажды разделись перед монахинями; Будда узнал об этом, и сказал, что такие монахи недостойны уважения и приветствий со стороны монахинь. С тех пор в правило первой гарундхаммы было добавлено исключение, и бхикшуни должна преклоняться не перед любым бхикшу, а только перед тем, кто заслуживает уважения.
Касательно третьей и четвёртой гарундхаммы, и сторонники подлинности гарундхамм утверждают, что в эти правила тоже впоследствии были внесены изменения, согласно которым бхикшуни могут сами проводить паварану.
Такие исследователи, как Акира Хиракава (Akira Hirakawa), Хаеджу Чун (Hae-ju Chun) и Ин Яньчун (In Young-chun) считают, что все восемь гарундхамм не были установлены Гаутамой Буддой, а были добавлены после него. Они отмечают, что
1. имеются противоречия между гарундхаммами и палийской бхикшуни-винаей;
2. в Паянтика-Дхармах нарушение этих правил считается малозначительным проступком, который можно искупить одним признанием.

Хаеджу Чун, бхикшуни и старший преподаватель Университета Тонггук в Сеуле, утверждает, что правила, аналогичные или подобные шести из восьми гарундхамм (№ 1, 2, 4, 6, 7, 8), имеются также в Бхикшуни Паянтика Дхармах (Bhikṣunī Pāyantika Dharmas). Но при этом в Паянтика Дхармах и в гарундхаммах предусмотрены разные наказания за одни и те же нарушения. В «Восьми гарундхаммах» говорится, что женщина, не соблюдающая хотя бы одну из них, вообще не может быть посвящена в бхикшуни, а уже посвящённые обязаны соблюдать их на протяжении всей своей монашеской жизни. А сходные Паянтика Дхармы № 175, 145, 124 или 126, 141, 143, 142 устанавливают, что от нарушившей их бхикшуни требуется только признание в этом малозначительном нарушении. При наличии таких противоречий по вопросу о тяжести нарушений, весьма вероятно, что «Восемь гарундхамм» являются более поздним дополнением к учению Сиддхартхи Гаутамы.

## Пояснения и примечания переводчика
1. ↑  англ. I would ask one thing of the Blessed One, Ananda. It would be good if the Blessed One would allow making salutations, standing up in the presence of another, paying reverence and the proper performance of duties, to take place equally between both bhikkhus and bhikkhunis according to seniority.